# 上城区
上城区（じょうじょう-く）は中華人民共和国浙江省杭州市に位置する市轄区。南宋の皇城の遺跡の所在地。中国国鉄の杭州駅がある。区内の学校には中国美術学院、杭州第二中学、杭州第四中学がある。また、杭州古代四大書院（万松書院（現在は公園で、聞くところによると梁祝ともに読書した講学の場所）、紫陽書院（現紫陽小学）、求是書院（現浙江大学）、宗文書院（現杭州第十中学））がある。浙江省軍区の所在地でもある。

## 行政区画
- 街道：望江街道、清波街道、湖浜街道、小営街道、南星街道、紫陽街道、凱旋街道、采荷街道、閘弄口街道、四季青街道、彭埠街道、筧橋街道、丁蘭街道、九堡街道